# Згеж
Згеж (До 1918 года в составе Царства Польского Згерж, также Згержь, , пол. Zgierz) — город в Лодзинском воеводстве, в Польше.
Згеж входит в состав Союза городов польских.

## Хронология
- 1231: первые письменные упоминания о Згеже.
- до 1288 г. городские права.
- 1420: подтверждение королем Владиславом Ягайло городских прав.
- 1504: предоставление прав на еженедельные ярмарки по понедельникам и ярмарки в День Святой Екатерины, Троицы и Пальмового воскресенья.
- XVII в.: создание згежского староства.
- 1643: возведен священником Лаврентием Коваликом деревянный костел в честь Святого Лаврентия, первоначально расположенный между нынешними улицами Александровской и 3 мая. Восстановленный после пожара 1780 года, он был перенесен на католическое кладбище чуть позже.
- 1659: король Ян Казимир наделил танкового ротмистра Станислава змея арендой згерка, также известной как негородское староство, в которую входили: город Згеж, город Домбе и деревни: Зегжаны, Карголец, Щавины и Шелиги, а затем часть Домбрувек.
- 1792: передача в Згеж депутатских сеймиков Бжезинско-Иновладского повета.
- 1793: после Второго раздела Речи Посполитой город попал под прусскую аннексию в провинции, названной Южная Пруссия.
- 1807: присоединение Згежа к Варшавскому герцогству, образованному из земель Второго, Третьего и части Первого раздела Речи Посполитой.
- 1815: присоединение Згежа к Царству Польскому по итогам Венского конгресса. Стал по-русски называться Згерж[1] (Згержь[2]).
- 30 марта 1821: заключение так называемого „згерского договора " - составлявшего права и обязанности поселиться на территории города 300 иностранных суконщиков (поощряла заселение и давала многочисленные привилегии иммигрантам).
- 1822: Ян Фридрих Захерт основывает первую ткацкую мануфактуру в Згеже.
- 1826: восстание челядей и фабричных производителей[3]
- 1829: Згеж получил права и привилегии, которыми пользовались провинциальные города, с тех пор муниципальный офис состоял из президента и советников, которые взяли на себя обязанности мэра и присяжных.
- Первая половина XIX века: рост текстильной промышленности - развитие города.
- 1830: во время восстания создаётся охрана в количестве 903 граждан, её возглавляет бывший капитан Антони Домбровский.
- 1831: Згеж становится крупным центром производства тканей в стране.
- 19 января 1901 г.: начало трамвайного сообщения с Лодзью.
- 15 ноября 1902 г.: ввод в эксплуатацию железнодорожного сообщения в рамках Варшавско-Калишской железной дороги.
- 9 апреля 1922 г.: ввод в эксплуатацию сообщения с паровой тягой по маршруту Згеж-Озоркув (позже трамвайная линия).
- 1926: ввод в эксплуатацию железнодорожного сообщения с Кутной.
- 1926: трамвайное сообщение с Озорковым (электрификация паровой тяги).
- 1931: открытие железнодорожной линии до станции Лодзь-Видзев.
- 1933: Згеж был выделен из Лодзинского уезда и образован самостоятельный гродзкий уезд.
- 3-5 сентября 1939: бомбардировки немецких люфтваффе (была полностью разбомблена евангелическая церковь).
- 6 сентября 1939 г.: эвакуация польских властей: полиция, пожарные и магистратские чиновники спешно покинули город.
- 7 сентября 1939 г.: вторжение немецких войск в город.
- 10 сентября 1939 г.: поджог синагоги немцами.
- 26 декабря 1939: начало ликвидации еврейской общины Згежа - выселение в Лодзь.
- 1940: город был включён в состав страны караула.
- 20 марта 1942 г.: публичная казнь 100 поляков.
- 1943: немецкие власти переименовали город в Гернау.
- 17 января 1945: освобождение города от немецкой оккупации войсками 8-го гвардейского механизированного корпуса и 29-го гвардейского пехотного корпуса Белорусского фронта Красной Армии.
- 15 марта 1965 г.: открыта областная больница, одна из крупнейших в Лодзинском воеводстве.
- 1 июня 1975 г.: в результате административной реформы город потерял статус городского округа.
- 1988: присоединены окрестные деревни (песчаники, Ангелов, (ныне поселок песчаники-Ангелов), Перепелец, Контрверс, Лючмеж и Настощевице), значительно увеличив площадь города.
- 1 января 1999 г.: Ещё одна административная реформа – Згеж становится административным центром Згежского повета.

## Транспорт

### Железнодорожный транспорт

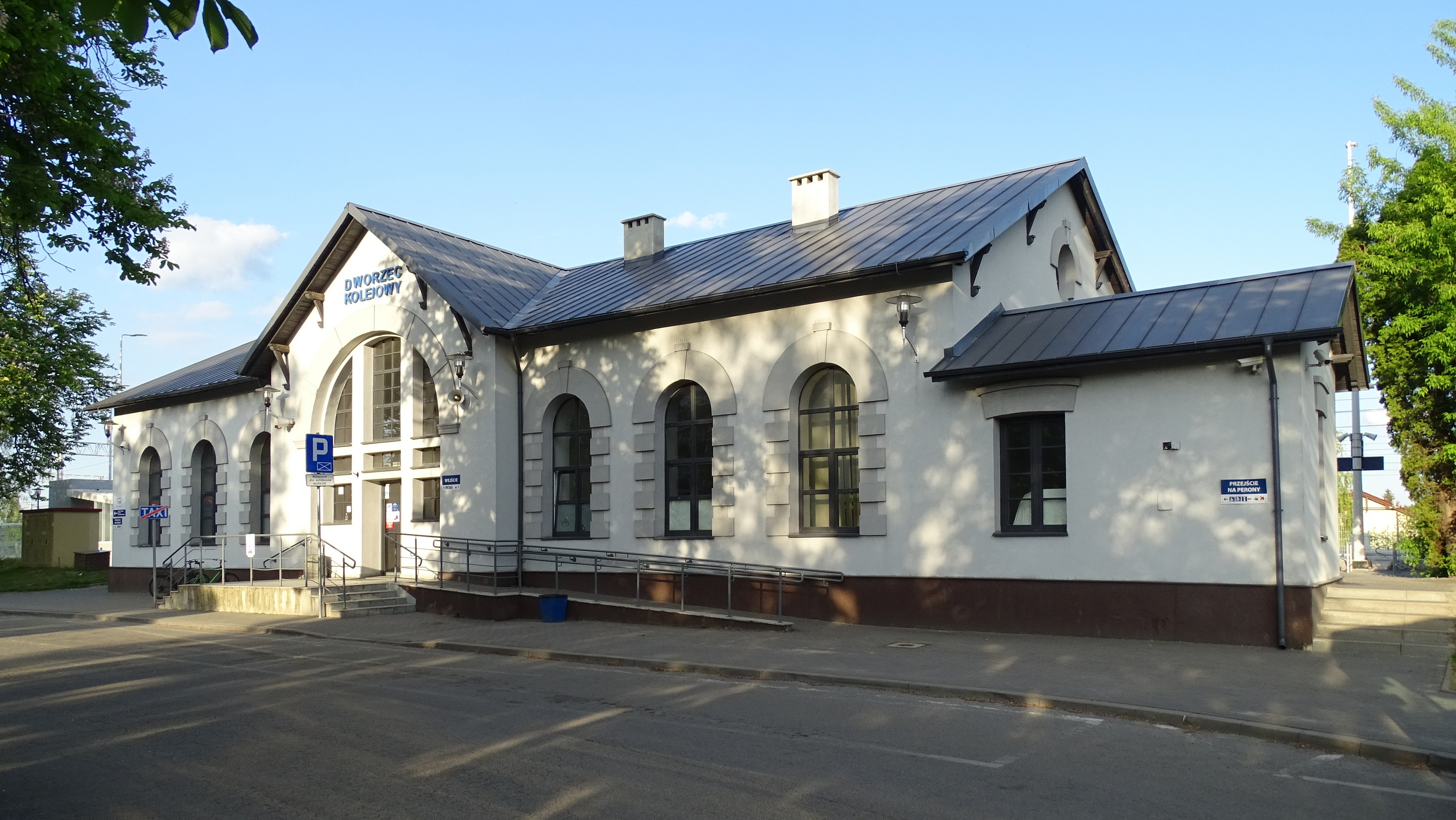
Вокзал станции Згеж в 2011 году
после капитального ремонта здания

Железнодорожная станция Згеж является важным железнодорожным узлом, в котором пересекаются две линии: Линия №15 Беднары — Лодзь-Калиская и Линия №16 Лодзь-Видзев — Кутно.
Кроме станции Згеж, являющейся главным вокзалом города, в Згеже расположены еще три железнодорожных остановочных пункта: Згеж-Ярача, Згеж-Север и Згеж-Контреверс. Все они являются остановками Лодзинской агломерационной железной дороги — городской железной дороги лодзинской городской агломерации.

## Достопримечательности
- Дом под Львами — ныне музей города,
- Неоготическая церковь Святой Екатерины Александрийской,
- Сохранённая городская планировка нового города,
- Классические дома,
- река Бзура,
- Волчьи ямы — препятствия (хопы) фрирайда, сделанные своими руками любителями этого вида спорта.
- Деревянные дома ткачей XIX в.,
- Тканевая фабрика Адольфа Густава Борста на ул. 3 мая, 6
- Хлопковая фабрика Lorentz & Krusche на ул. Домбровского, 19
- Текстильная фабрика Мейера на ул. Барлицкого, 1
- Железнодорожный вокзал,
- Здание учительского училища на ул. 3 мая 46,
- Здание бывшей евангелической школы на ул. Длугой, 33 (возведено в 1820—1830 гг., двухэтажное, с фронтонной крышей, двухэтажное с сенью на оси, ниши окон украшены стилизованными скульптурами женских голов),
- Здание бывшей пожарной части добровольческой пожарной охраны (д. XIX в.) на ул. 1 мая 19,
- Здание городского музея на ул. Домбровского, 21, 1828 г.-классицистическое кирпичное оштукатуренное здание, одноэтажное с ризалитом на оси. Ризалит увенчан парапетом, украшенным лепниной и фигурами каменных львов. Его владельцами с 40-х гг. До января 1945 года семья Киплов (Zippel),
- Городская баня на ул. Ленчицкой, 24 — здание, спроектированное в 1926 году В. Городецким и Ф. Михальским; введено в эксплуатацию 5 февраля 1929 года, было современным и многофункциональным объектом. У него был крытый бассейн размером 10×17 м, второй в Польше (после бассейна в Семяновице-Сленске), который до сих пор здесь также было 16 ванн, парная-русская, сухая — римская баня, массажные кабинеты, 11 душевых кабин, душевая комната для школьников, оборудование для солнечных ванн и химчистка,
- Площадь сотни казнённых — памятник жертвам коллективной казни 1942 года.

## Кладбища
- Кладбище советских солдат — на ул. Паренчевской.
- Коллективные могилы жертв немецкого террора, расположенные на территории леса «Округлик» — ныне место национальной памяти.
- Кладбище, заброшенное в полях вдоль конца ул. Stępowizna (вокруг компании ATLAS)
- Римско-католическое кладбище в честь святого Иосифа и Святого Лаврентия — на ул. Петра Скарги. Оно было основано в 1820 г. В 1921 г. здесь была перенесена лиственничная больничная церковь Святого Лаврентия и Святого Иосифа с 1643 г., которая в 1987 г. сгорела. На её месте была построена часовня, за которой в аллее находятся могилы легионеров Юзефа Пилсудского с прахом, привезёенным в 1999 году поисковиками из Костюхновки на Волыни, немецких солдат 1914 года, польских солдат, павших в 1920 году. В параллельной этой, справа, аллее находятся памятники Я. С. Цезака — основателя и многолетнего директора Государственной купеческой школы, А. Павинского — известного польского историка или Яна Петрушинского. В другой аллее справа, то есть вдоль кладбищенской стены, находится памятник жертвам 1939 года — 83 солдатам и 72 мирным жителям, а далее оригинальная могила семьи вечерков. Мы также можем найти много других интересных могил, как по историческим, так и по художественным причинам. Территория усажена деревьями.
- Евангелическо-аугсбургское кладбище — на улице Ходовой, основано ок. 1820. На нём находятся могилы многих заслуженных згежан и величественные семейные гробницы (Борстов, Хоффманов, Эрнстов, Моэсов, Крушов, Бредшнайдеров, Захертов).
- Муниципальное кладбище — на ул. Константиновской, 75, основано в 1989 году.
- Еврейское кладбище — на улице Барона, основанное в 1826 году, расширенное в 1885 году.
- Мариавицкое кладбище, основанное в начале XX в.
- Баптистское кладбище конца XIX в. — на улице Ходовой,
- Военное кладбище — в лесу Перепелятник, устроенное городскими властями в 1916 году для размещения на нём могил павших во время военных действий после 1914 года польских, немецких и российских солдат — там встречается молодежь.

## Религиозные общины
До взрыва Второй мировой войны население города, как и всего Лодзинского Промышленного округа, было многонациональным. Самая многочисленная группа жителей была католиками, но здесь также была процветающая еврейская конфессиональная община. Город населяли и евангелисты. В 1938 году население Згежа составляло 27 853 человека, их национальная структура представлялась следующим образом:
| Национальность | Количество | Процент |
| -------------- | ---------- | ------- |
| Поляки         | 20 923     | 75,12%  |
| Евреи          | 4532       | 16,27%  |
| Немцы          | 2385       | 8,56%   |
| Прочие         | 13         | 0,05%   |

В результате войны эта структура стала единой, и в настоящее время католики составляют самую многочисленную религиозную группу. В городе существуют следующие церкви и религиозные объединения:
- Римско-католическая церковь:
  - приход святой Екатерины Александрийской
  - приход Богоматери доброго совета
  - Приход Христа Царя
  - приход Пресвятой Девы Марии Розария
  - приход Святого Иоанна Крестителя
- Старокатолическая Церковь Мариавитов:
  - приход Богоматери вечной помощи
- Католическая Церковь Мариавитов:
  - приход Богоматери вечной помощи
- Польско-Католическая Церковь:
  - приход Святого Семейства в Лодзи
- Старокатолическая Церковь:
  - старокатолическая часовня
- Евангелическо-Аугсбургская Церковь:
  - приход Божьего Провидения
- Церковь Адвентистов Седьмого Дня:
  - Молитвенный Дом Адвентистской Церкви

## Образование
В состав згежского государственного образования входят 11 начальных школ:
- Начальная школа № 1 с интеграционными отделениями
- Начальная школа № 3
- Начальная школа № 4 им. Яна тревожа
- Начальная школа № 5
- Начальная школа № 6 им. Яна Кохановского в Згеже с двуязычными отделениями и спортивными отделениями
- Начальная школа № 7 им. Адама Мицкевича
- Начальная школа № 8
- Начальная школа № 10
- Начальная школа № 11
- Начальная школа № 12 Армии Крайовой
- Начальная школа № 13 специальная

4 средние школы:
- 1 общеобразовательная школа им. Станислава Сташича в Згеже
- Муниципальная общеобразовательная средняя школа имени Ромуальда Траугутта
- Школа № 1 им. Якова Стефана Чезака
- Згежский ансамбль средних школ им. Иоанна Павла II

1 колледж:
- Педагогический Колледж

С 1990 года под эгидой Общества друзей Згежа существуют:
- социальная начальная школа
- непубличная общеобразовательная средняя школа

7 июня 2008 года состоялось торжественное празднование 110-летия основания школы им. Станислава Сташица и 90-летия присвоения имени Станислава Сташица.

## Города-побратимы
- Глаухау, Германия (1996)
- Кежмарок, Словакия (1998)
- Купишкис, Литва (1998)
- Маневичи, Украина (1999)
- Згеж, Польша (2000)*
- Ожиш, Польша (2001)
- Супрасль, Польша (2001)
- Ходмезёвашархей, Венгрия (2005)

## Карта
- Zgierz Архивировано 25 августа 2011 года.

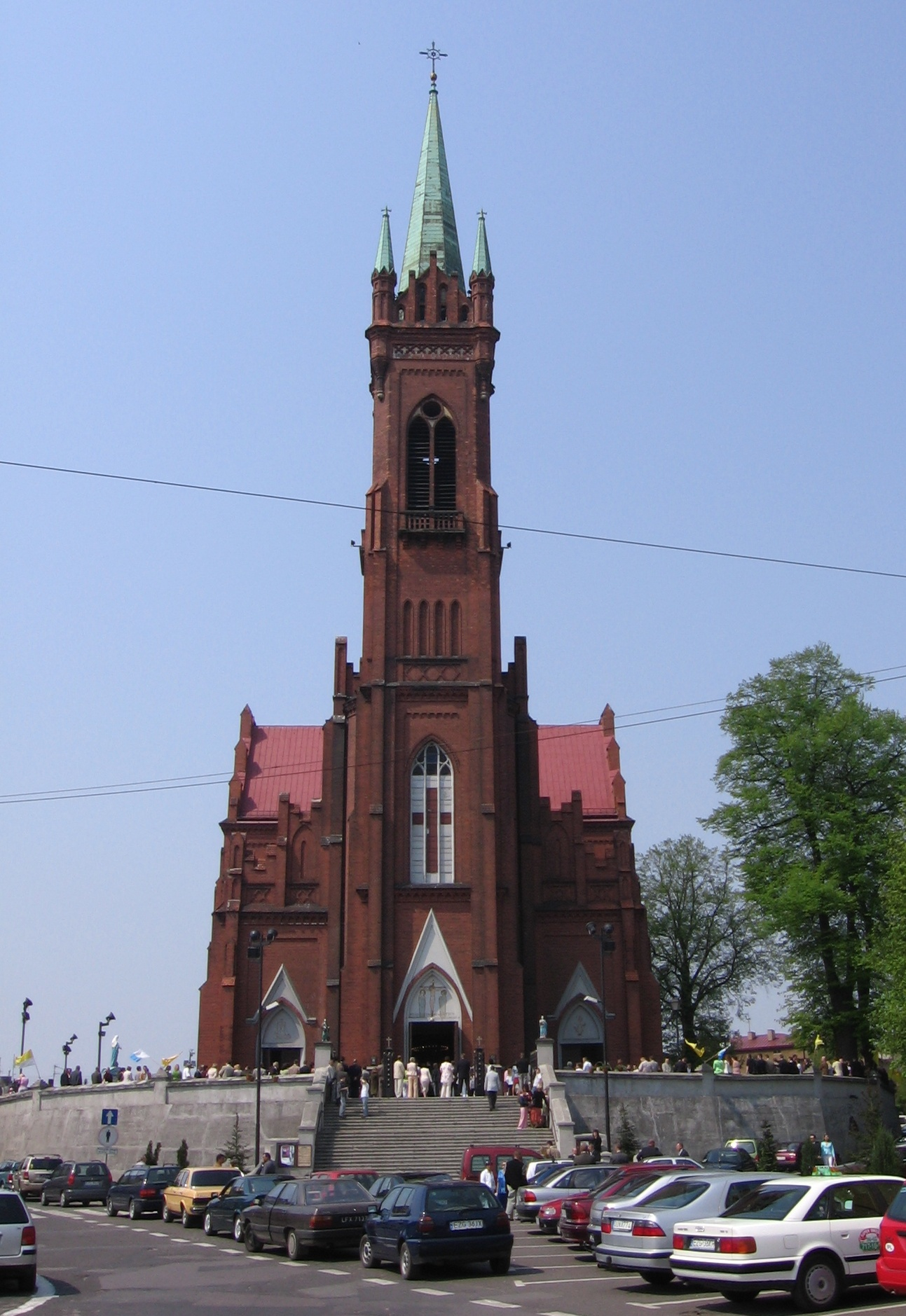
Костёл св. Екатерины
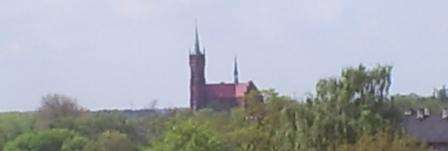
Пейзаж Згежа
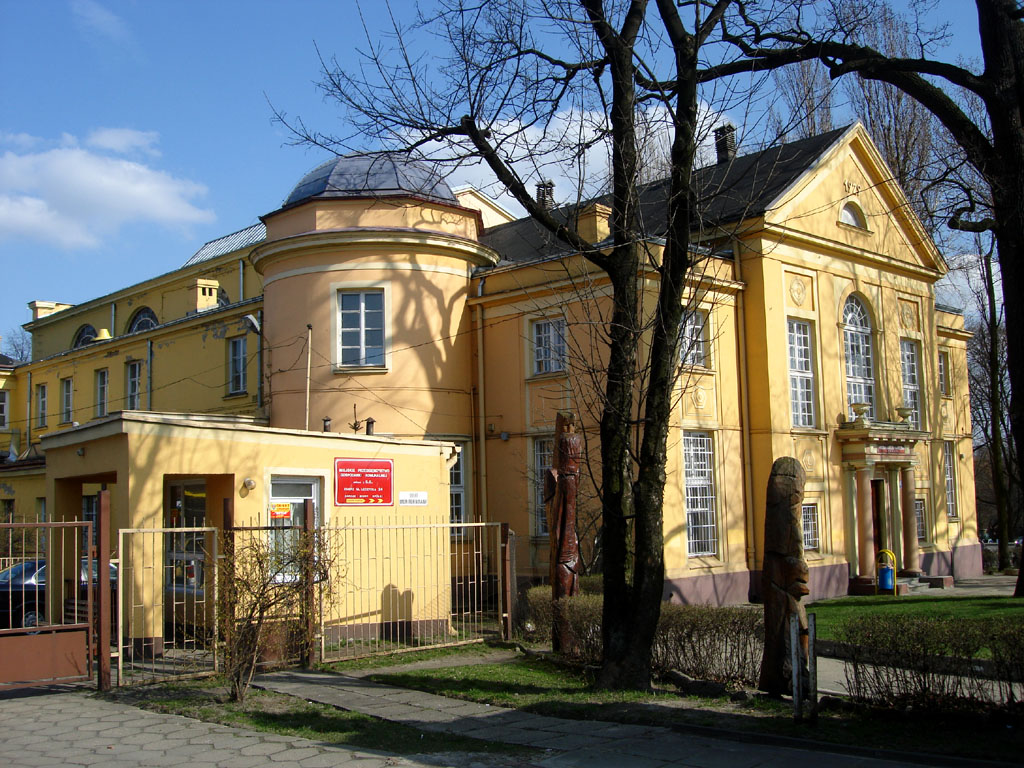
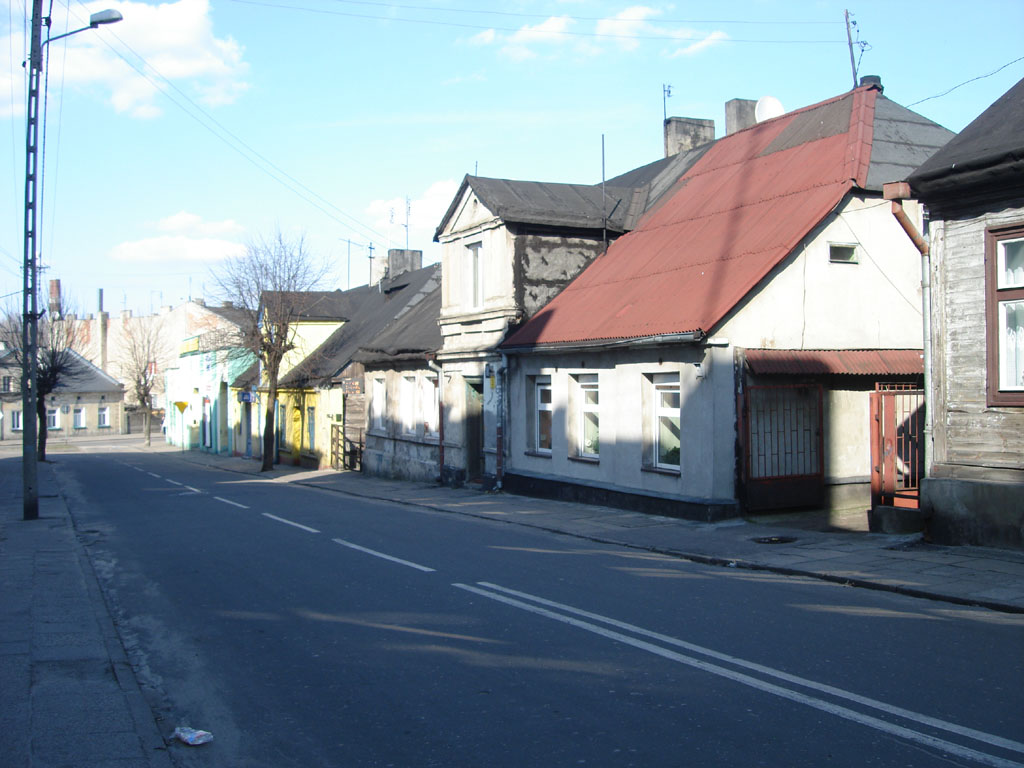
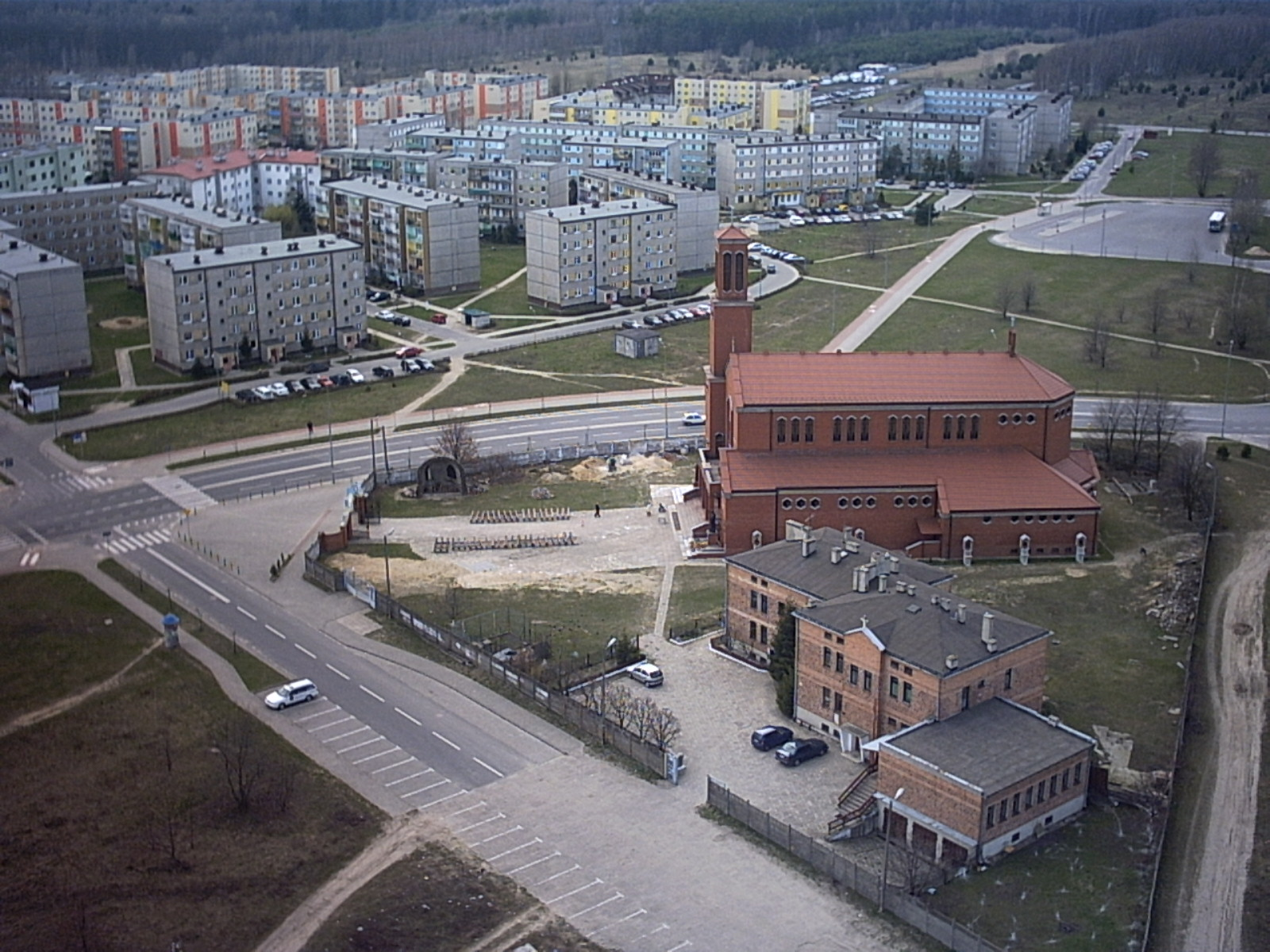
Kosciol na osiedlu
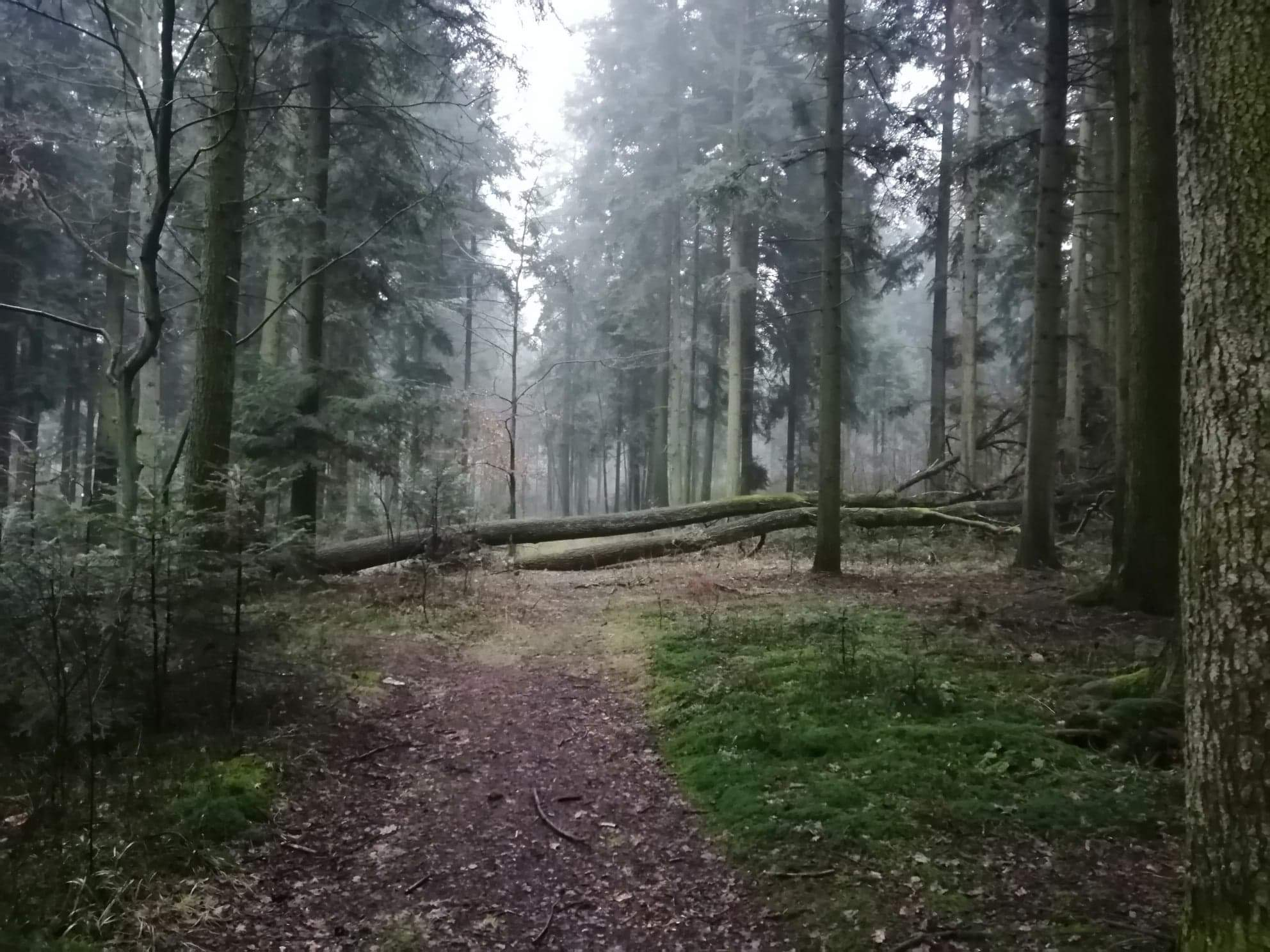
Las Krogulec
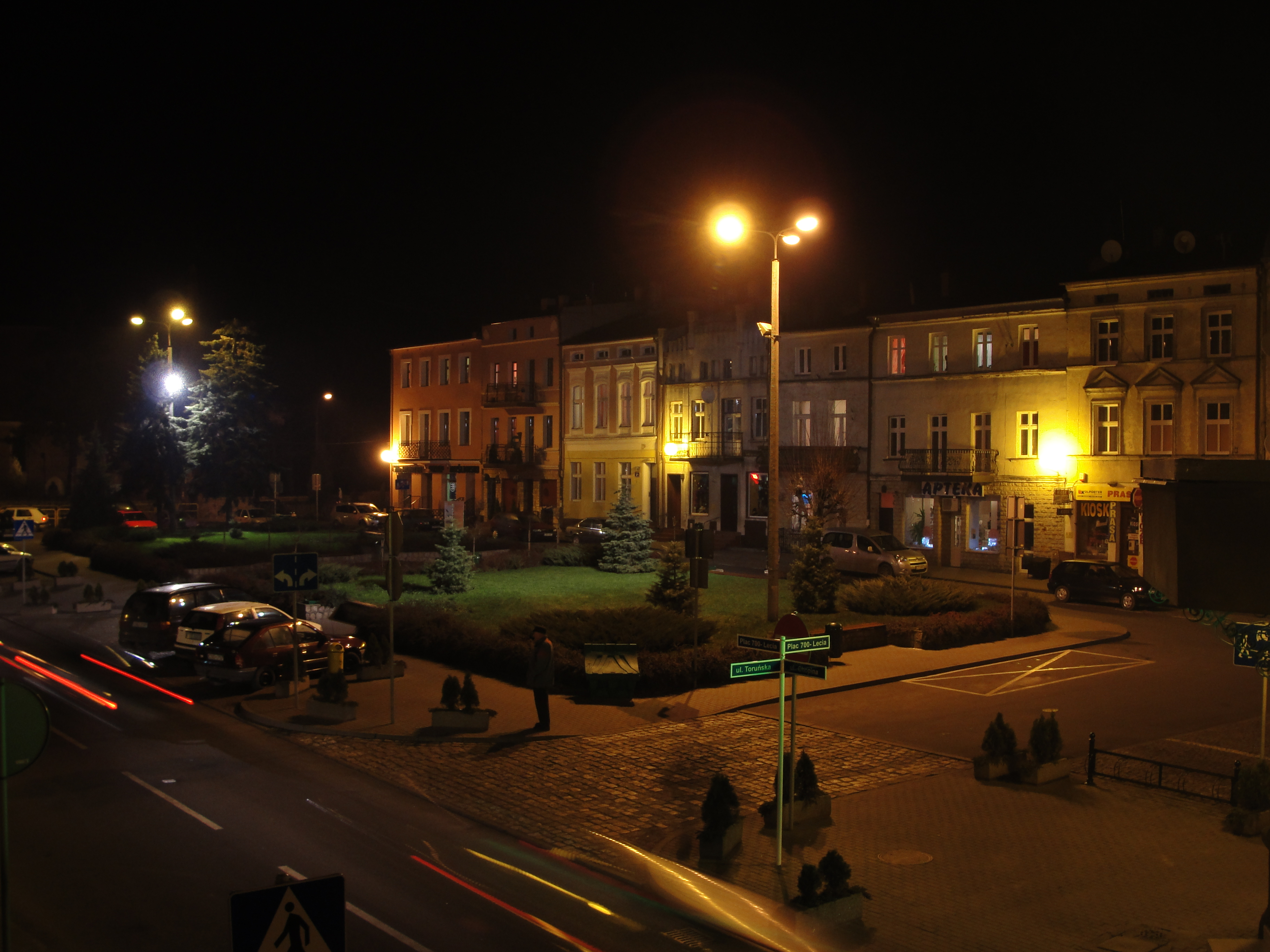
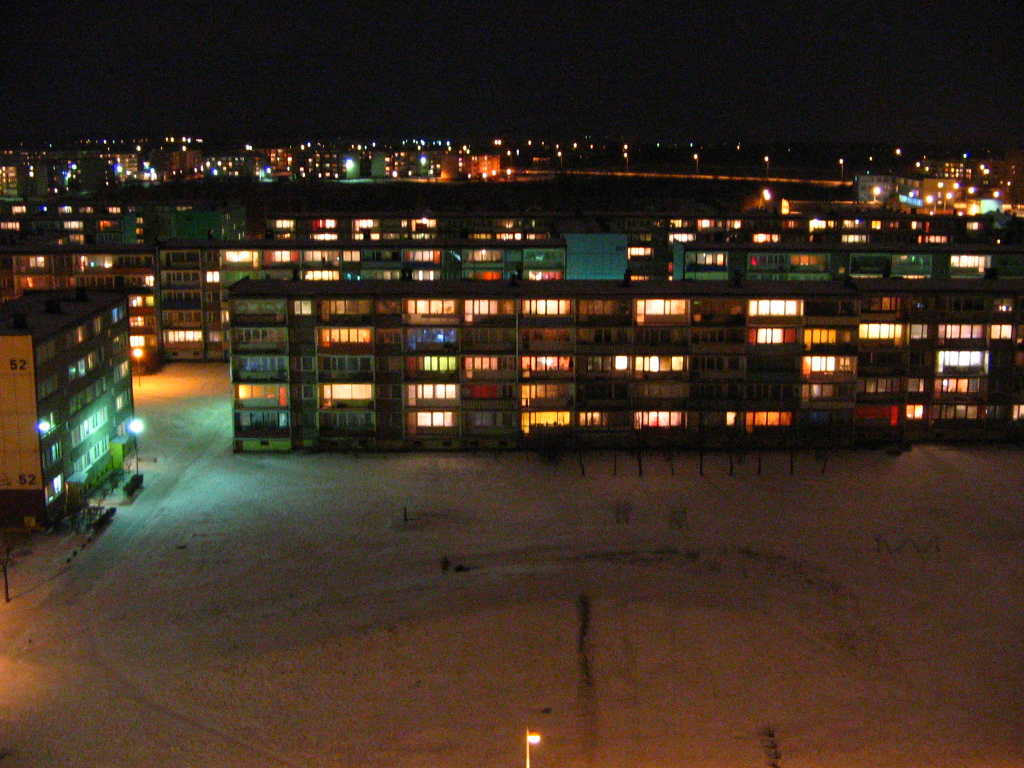
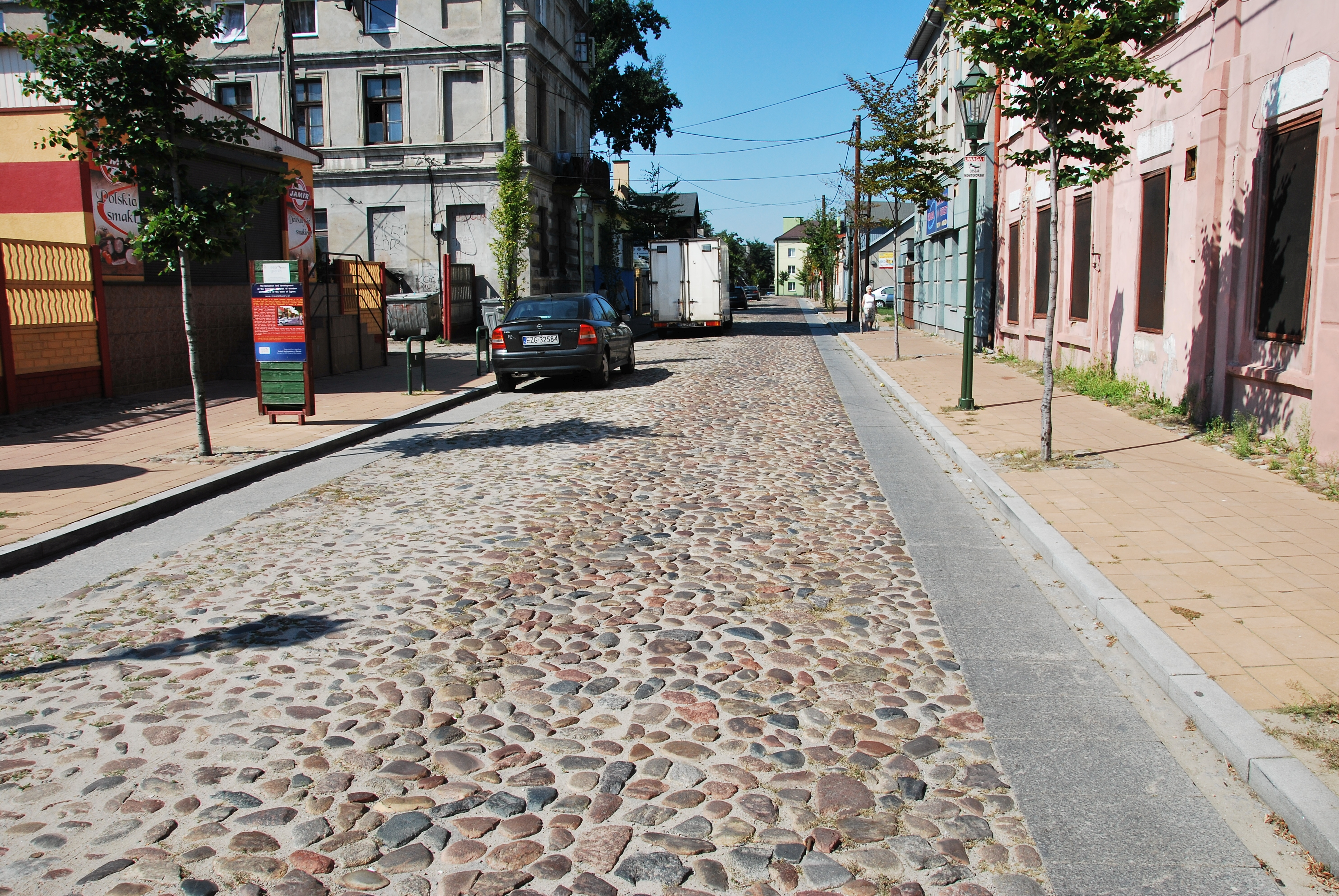
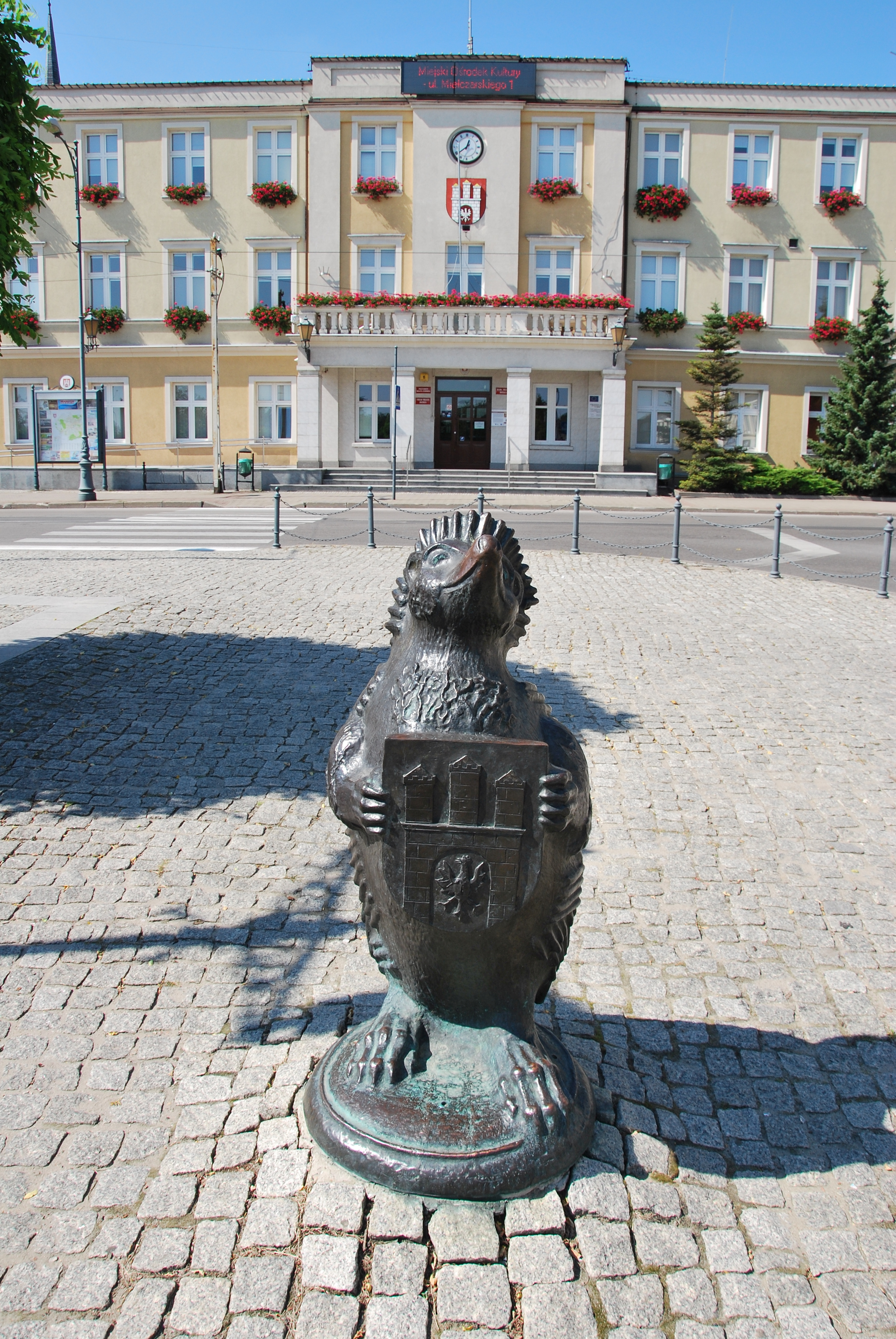